# Пеницилл зеленоватый
Пеници́лл (пеници́ллий) зеленова́тый (лат. Penicíllium viridicátum) — вид несовершенных грибов (телеоморфная стадия неизвестна), относящийся к роду Пеницилл (Penicillium).

## Описание
Колонии на агаре Чапека ограниченно растущие, зернистые до пучковатых, жёлто-зелёные или ярко-зелёные от обильного спороношения, часто с каплями экссудата. Реверс оранжевый, красный, розовато-коричневый, реже кремово-жёлтый. На CYA колонии с желтоватым, розоватым или коричневатым экссудатом, реверс различных оттенков оранжево-коричневого. Колонии на агаре с солодовым экстрактом бархатистые до зернистых в центре иногда шерстистые, с жёлто-зелёным среднеобильным спороношением. Реверс жёлтый до оранжевого. При 5 °C образуются колонии до 2—5 мм в диаметре, при 37 °C рост отсутствует.
Конидиеносцы трёхъярусные, шероховатые, с прижатыми элементами, 200—450 мкм длиной и 3—4 мкм толщиной. Метулы цилиндрические, на верхушке несколько вздутые, 9,5—13 мкм длиной. Фиалиды фляговидные с короткой, но заметной шейкой, 7—9 × 2,2—2,8 мкм. Конидии шаровидные до почти шаровидных, едва шероховатые, 2,6—3,4 мкм в диаметре.

### Отличия от близких видов
Определяется по жёлто-зелёному или ярко-зелёному спороношению без синеватых оттенков. Penicillium melanoconidium, также лишённый синеватых оттенков, окрашен в тёмно-зелёные тона.

## Экология и значение
Наиболее часто выделяется с различных круп и зёрен, реже — с семян фасоли и гороха.
Продуцент токсинов ксантомегнина, виомеллеина, виоксантина, виридовой кислоты, пеницилловой кислоты, ксантовиридикатинов.

## Таксономия
Penicillium viridicatum Westling, Ark. Bot. 11 (1): 88 (1911).

### Синонимы
- Penicillium aurantiogriseum var. viridicatum (Westling) Frisvad & Filt., 1989
- Penicillium blakesleei K.Zaleski, 1927
- Penicillium ochraceum Bainier ex Thom, 1930
- Penicillium olivicolor Pitt, 1979
- Penicillium olivinoviride Biourge, 1923
- Penicillium stephaniae K.Zaleski, 1927
- Penicillium verrucosum var. ochraceum (Bainier ex Thom) Samson et al., 1976